# بخش باشماکوفسکی
بخش باشماکوفسکی (به لاتین: Bashmakovsky District) یک منطقهٔ مسکونی در روسیه است که در استان پنزا واقع شده‌است.